# Distretto di Sam Roi Yot
Il distretto di Sam Roi Yot (in thailandese: สามร้อยยอด) è un distretto (amphoe) della Thailandia, situato nella provincia di Prachuap Khiri Khan.